# マクセンティウスのバシリカ

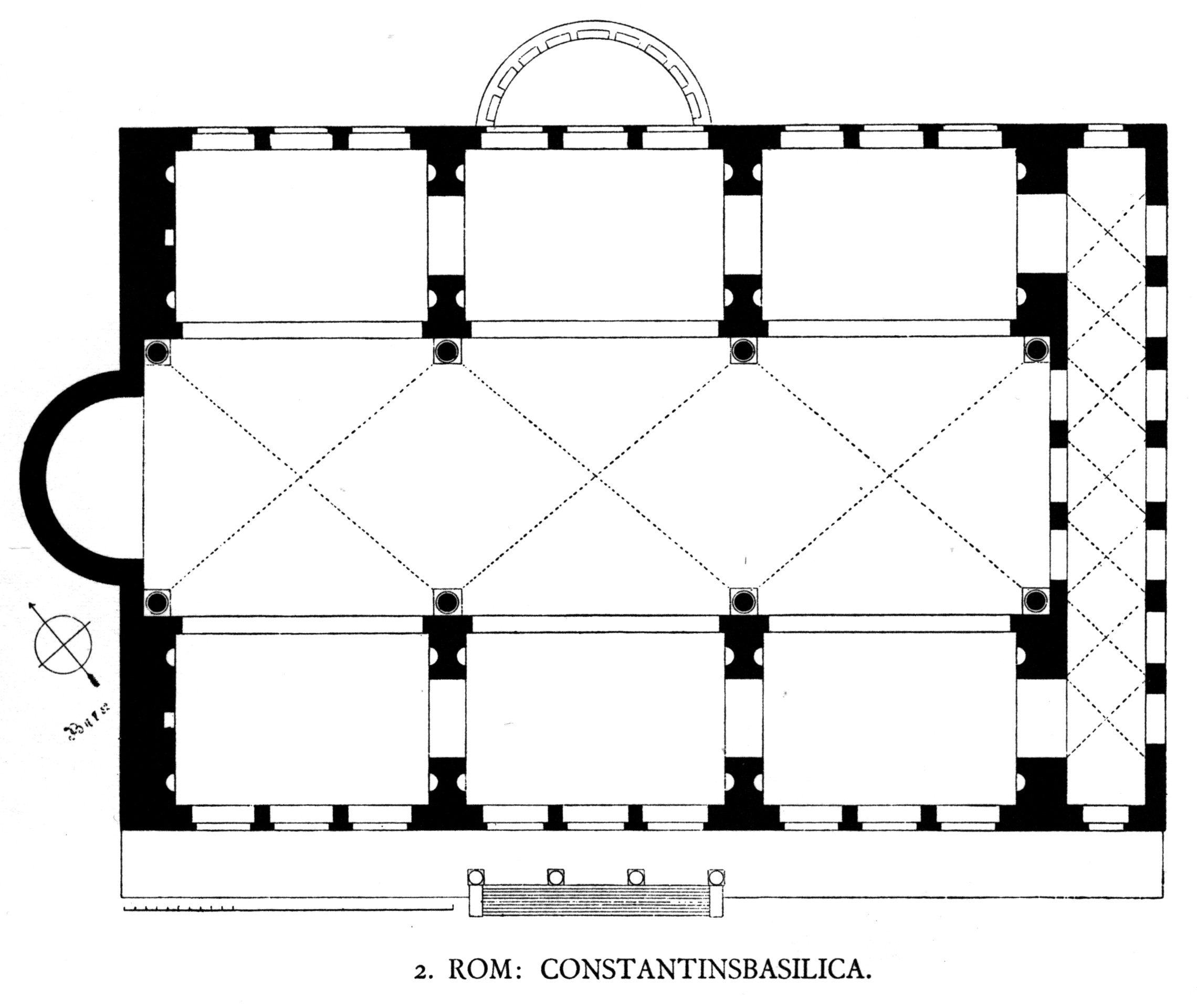
平面図

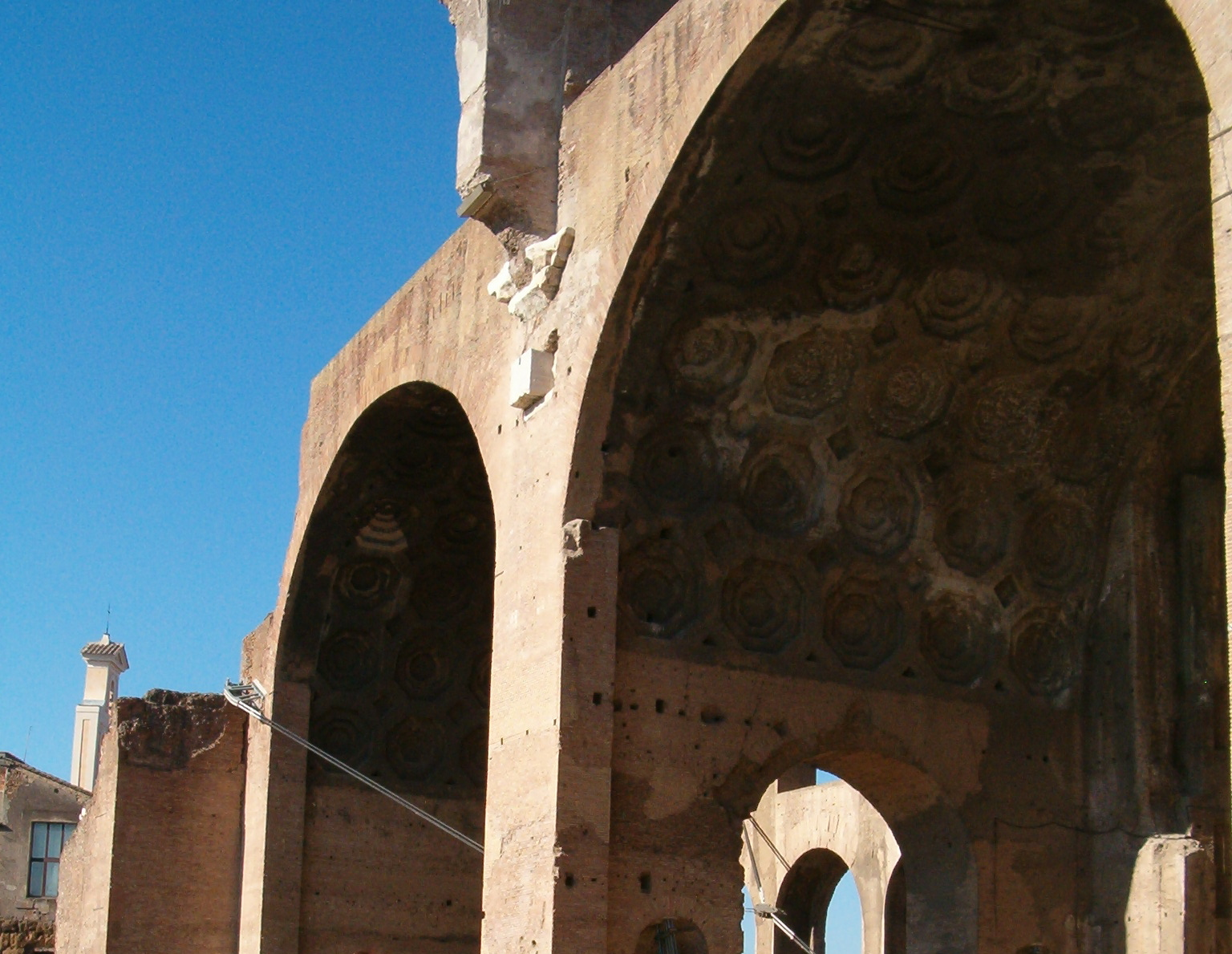
北側廊 筒型ヴォールトの八角形の格間

マクセンティウスのバシリカ（ラテン語: Basilica Maxentii, イタリア語: Basilica di Massenzio）は、古代ローマ時代にフォルム・ロマヌムに建てられた公会堂（バシリカ）。コンスタンティヌスのバシリカ（ラテン語: Basilica Constantiniana）や新バシリカ（ラテン語: Basilica Nova）と表記されることもある。

## 歴史
マクセンティウスのバシリカは、テトラルキア時代のローマ帝国皇帝マクセンティウスが308年に北側部分より建設を始め、ミルウィウス橋の戦いでマクセンティウスを破って帝国を再統一した皇帝コンスタンティヌス1世が、312年に完成させた。この時すでに使われなくなっていたと思われるウェスパシアヌスのフォルム（平和の神殿）と、ウェヌスとローマ神殿の間に建てられている。
バシリカの建物全体のサイズは幅65m×奥行き100mであり、建物中央の身廊は幅25m×奥行き80m×高さ39mという巨大なものであった。身廊は4本の巨大な柱で支えられた交差ヴォールトの天井となっており、西端部のアプスには、高さ12mという巨大なコンスタンティヌス1世像（Colossus of Constantine）が置かれていた。また、側廊の天井は身廊方向を向いた筒型ヴォールトとなっている。
建物の東側はアーケード、南側は4本の柱で支えられたプロスタイル式の門となっていた。
中央の身廊および南側の側廊は、847年の地震でほぼ倒壊したと考えられている。また、1349年の地震で身廊の天井は完全に倒壊したようである。最後まで残っていた高さ20mの支柱は、教皇パウルス5世が手がけたサンタ・マリア・マッジョーレ大聖堂の建築に流用された。現在残っているのは北側の側廊部と、コンクリート製の筒型ヴォールトだけである。この天井は重量を軽くするため、内面に八角形の格間を設けるなど、高度な建築技術が用いられている。
古代ローマでバシリカの役割は、その巨大な中央ホール部分（身廊部）を利用しての元老院議事堂や裁判の場、あるいは会議場であった。壁に沿ったニッチ（壁龕）には様々なローマ神の像が置かれているのが普通であった。キリスト教を公認したコンスタンティヌス1世や、その後継者たちは、このバシリカの建築様式を教会堂の建築に適用した。後に、「バシリカ」とは巨大な教会堂建築の建築様式を指す言葉に変容した。
現在、マクセンティウスのバシリカの外壁は茶褐色を呈しているが、破壊される前の色は白であった。現在、フォリ・インペリアリ通り側の壁面には、ベニート・ムッソリーニが作らせた時代別のローマ帝国の全体図が4枚掲げられているが、ムッソリーニの夢であった「新ローマ帝国想定図」は取り外されている。

## 建築技術
マクセンティウスのバシリカは建設時点で（単体の建物としては）最大の建造物であり、トラヤヌスの市場やディオクレティアヌス浴場の築造で得られた最新の技術を投入した作品であった。同種の建築物であるバジリカ・ウルピア等と比較して、アーチ構造の屋根で覆われた巨大な空間を持っており、従前のバシリカではなくローマ浴場の空間形態に似ていた。つまり、丸屋根にすることで荷重を効率的に柱に分散させる技術を用いていたということである。